# Cinetocoro

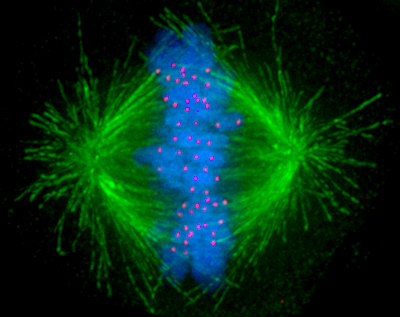
Cinetócoro a rosa

Cinetócoro é uma espécie de "disco de proteínas", localizado no centrômero. É um complexo proteico do centrómero que medeia a ligação dos cromossomas ao microtúblo cinetocoro, promovendo a captura e o transporte dos cromossomas.
Existem dois cinetocoros em cada cromossoma, sendo constituída por  três camadas - uma placa externa, que forma uma interface entre os microtúbulos e o cromossoma; uma placa interna que contacta com a heterocromatina; e uma camada fibrosa constituída por proteínas motoras da família das dineínas.
Tem como funções: prender e ligar o terminal dos microtúbulos aos cromossomas; gerar força suficiente para mover os cromossomas ao longo dos microtúbulos; regular a separação dos cromossomas e a sua translação para os pólos opostos da célula.
Formado no final da prófase na região do centrômero, o cinetócoro tem a função de consumir a tubulina já no final da divisão celular (mais especificamente na anáfase. Na prófase formam-se dois cinetócoros na região do centrômero, em direções opostas e um para cada cromátide. Já na metáfase eles se ligam às fibras do fuso provenientes dos pólos opostos da célula. Com auxílio de uma "proteína motora" o cinetócoro (juntamente com as cromátides) consome a tubulina proveniente dos pólos opostos encurtando o fuso acromático, permitindo assim a divisão.
"A tubulina se despolimeriza nos cinetócoros,encurtando o microtúbulo e assim separando as cromátides irmãs. Depois as cromátides irmãs são mais separadas pela ação de proteínas motoras moleculares que atuam em outro conjunto de microtúbulos não conectados ao cinetócoro, mas que ocorrem de pólo a pólo".